# 도계정사
도계정사(兜溪精舍)는 경상북도 안동시 도산면 토계리에 있다. 2010년 3월 12일 안동시의 문화유산 제51호로 지정되었다.